# Queso Turrialba
El queso Turrialba  es un queso fresco, de consistencia semi-dura, bajo en grasa, de color blanco cremoso a amarillo cremoso, con un aroma suave; fabricado a partir de métodos tradicionales que mantienen el sabor, el aroma, y las características propias de la leche natural de la región donde se produce (Granados y Álvarez, 2007, p. 86). Este queso proviene de dos pequeños distritos llamados Santa Cruz y Santa Teresita de Turrialba, ubicado en las faldas del Volcán Turrialba en la provincia de Cartago, Costa Rica (Blanco, 2008, p. 1). 
En cuanto a las características de la región de Turrialba, el autor indica que posee las condiciones propicias de altitud, clima y suelos para que la población desarrollase una cultura tradicional de ganadería lechera, de la cual se estima que aproximadamente el 90% de la población depende de la misma.  En el distrito de Santa Cruz, coexisten un conjunto de 275 fincas lecheras y 150 plantas queseras en donde se produce el famoso queso Turrialba, siguiendo una técnica artesanal tan antigua que data más allá de un siglo atrás (Blanco, 2008, p. 1). 
En Costa Rica, tradicionalmente se clasifica al queso blanco en tres tipos según su región geográfica; Turrialba, Bagaces y Zarcero (Blanco y Granados, 2007, p. 4). Teniendo esto en cuenta, se estima que un 70% del queso fresco consumido en el país proviene de los alrededores del volcán Turrialba. El sistema de producción de este famoso queso costarricense ha variado muy poco en cuanto a su técnica, de esta forma manteniendo su perfil rústico y artesanal. Sin embargo, sí se han dado claras mejorías en las razas del ganado vacuno utilizado, y en la infraestructura de las lecherías y las plantas queseras de la región (Blanco, 2008, p. 1).

## Historia
Se estima que el cantón de Turrialba, se menciona por primera vez alrededor del año 1564. Se piensa que el nombre de la región tiene su origen en el idioma indígena nativo del área: “turire” que significa fuego, y “aba” que significa río. Otra posibilidad es que provenga del nombre dado por los españoles a la zona: Torre alba o Torre blanca, en referencia al volcán situado sobre la ciudad principal (Granados y Álvarez, 2007, p. 53).
Como se mencionó anteriormente, Blanco (2008) recalca que las actividades relacionadas con la agricultura han sido determinadas por las condiciones propias de la región, como la altitud, el clima y los suelos. Esto abrió camino a que en las zonas de mayor altura se diera una explosión o un florecimiento de una cultura dedicada a la ganadería lechera con más de un siglo de antigüedad, siendo favorecida por las condiciones ideales de fertilidad que proporciona el suelo volcánico característico de las faldas del Volcán Turrialba. Mientras que en las zonas más bajas, se dio un desarrollo de la actividad agrícola constituidas principalmente por la producción de caña y de café (Granados y Álvarez, 2007, p. 53).
En este marco, la región de Turrialba fue colonizada desde los inicios de la vida independiente del país por gran cantidad de familias costarricenses provenientes de otras áreas del Valle Central y de inmigrantes españoles manchegos, generando una convivencia pluricultural importante al compartir con los distintos habitantes nativos turrialbeños. De esta forma, se dedicaron desde entonces a una gran cantidad de labores agropecuarias, cría de ganado y producción lechera. (Granados y Álvarez, 2007, p.14)

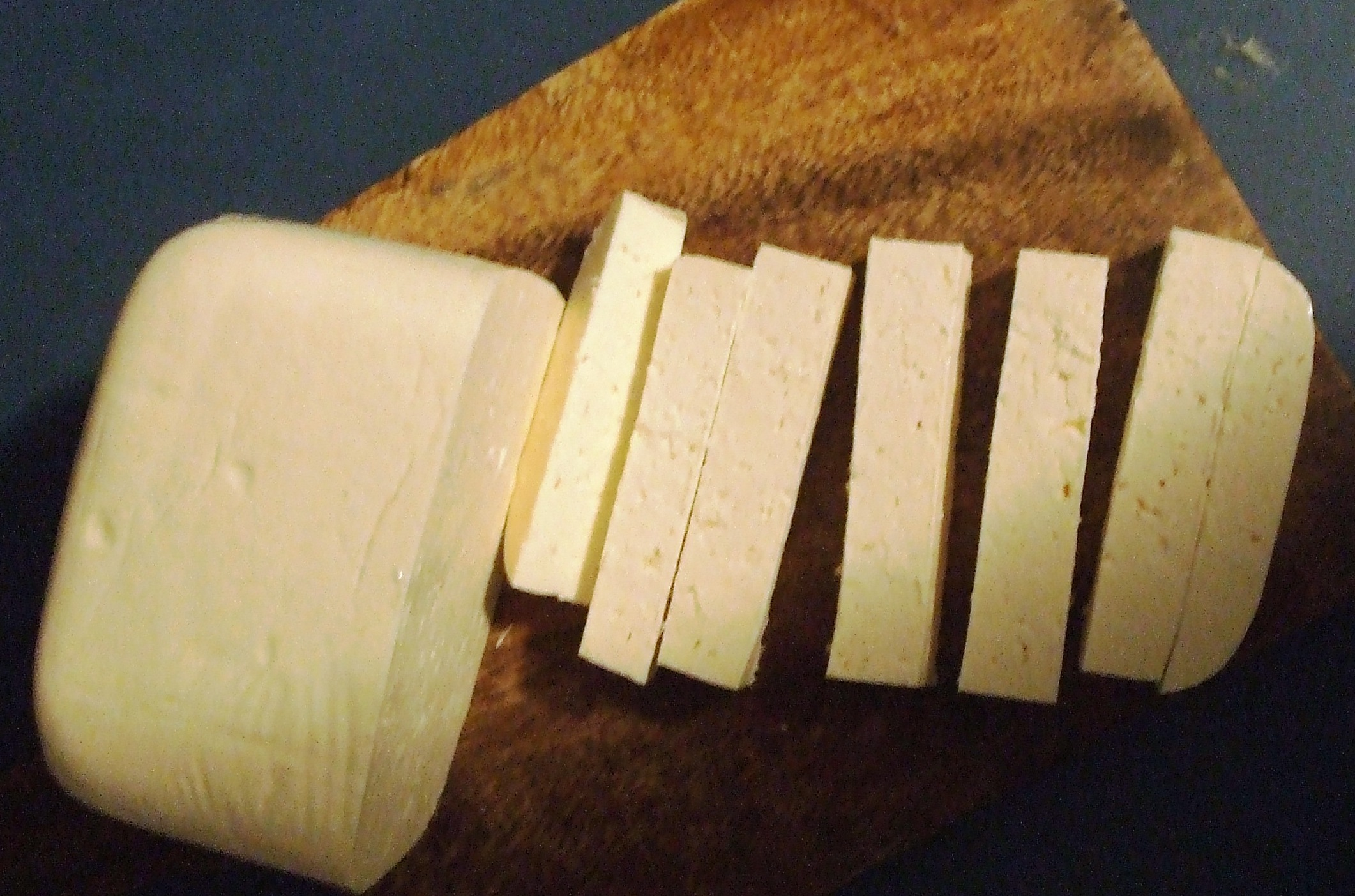
Un bloque de queso Turrialba.

Conforme transcurrieron los años, se comenzó a observar un fenómeno en donde las fincas dedicadas a la actividad lechera se fueron reduciendo en tamaño, y además, la producción de productos lácteos pasó de ser una actividad exclusiva de las zonas altas de la región, a comenzar a conquistar las zonas bajas también (Cascante, 2003, p. 7). Específicamente a la actividad quesera, Cascante (2003) indica que “la región de Turrialba ha sufrido una importante expansión comercial y una extensa amplificación de sus mercados; esto debido principalmente a la fama nacional del producto, las mejoras tecnológicas (en las razas de ganado, Pastizal y demás), y la diversificación de producción de subproductos con una vida útil más larga, donde el queso es el más importante desde la perspectiva económica” (p.7).
Según Granados y Álvarez (2006), “la actividad tanto económica como cultural del queso, es parte de la tradición local de la región de Santa Cruz. Esta costumbre ha sido preservada a través de relaciones de amistad y familiaridad, las cuales han jugado un papel protagonista en el funcionamiento del negocio de las queseras y sobre la transmisión de información, conocimientos e innovaciones” (p. 13). Estos factores han creado un sentimiento de pertenencia, una conexión entre el territorio y la elaboración específica del queso Turrialba; lo que lleva a deducir la posible denominación de origen de este famoso queso costarricense.

## Etapas de producción

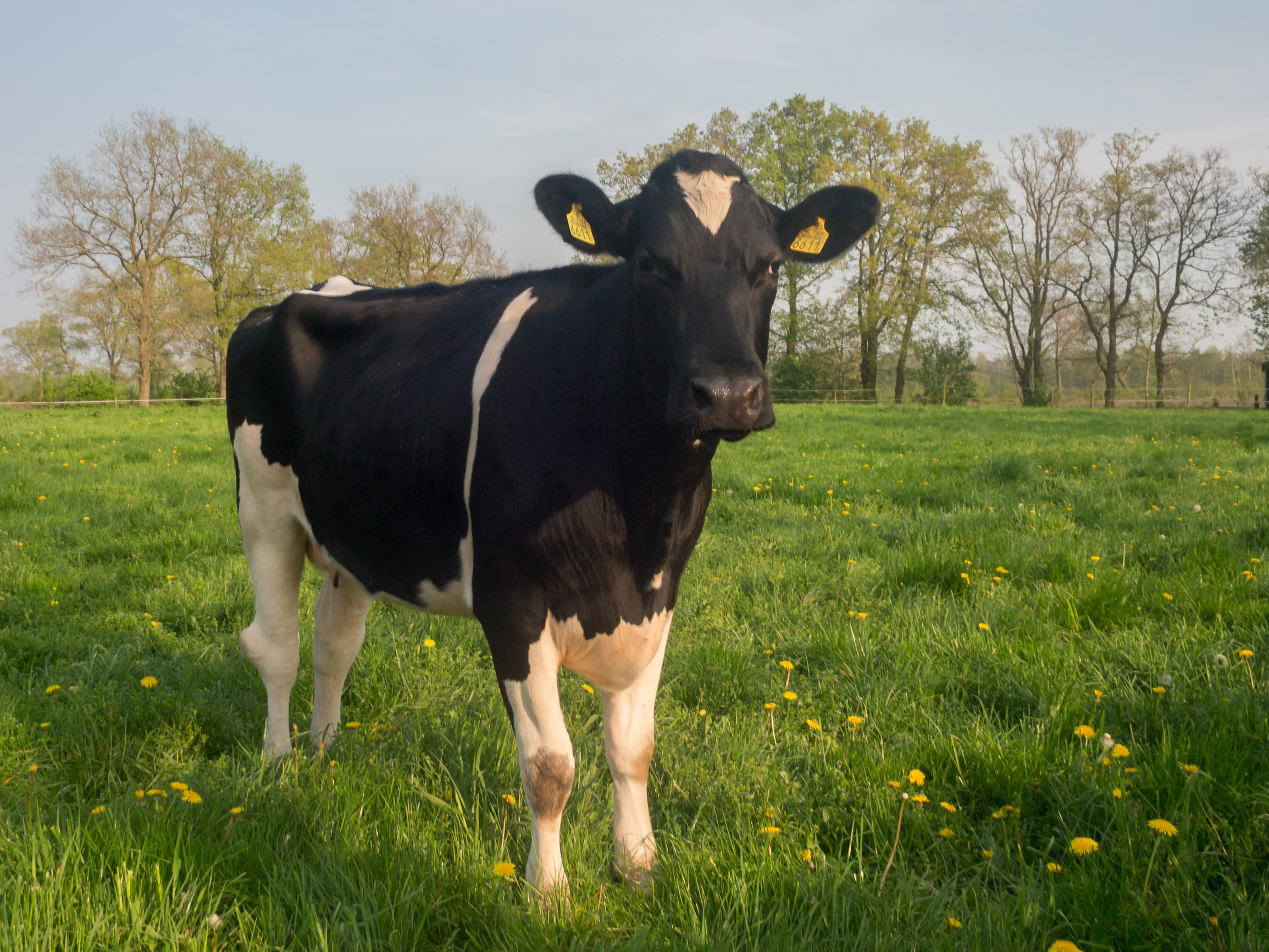
Las vacas de raza frisona son las empleadas por antonomasia en la obtención de leche para elaborar queso Turrialba.

Según las especificaciones reguladas por su protección de origen, el queso Turrialba debe ser fabricado bajo el siguiente proceso:
- Filtración. Se utiliza un filtro higiénico que impide el paso de partículas extrañas e impurezas que comprometan la calidad de la leche.

- Estandarización. Se regula el porcentaje de grasa deseado. Se descrema la leche previamente calentada a 30 °C. Luego se mezcla la crema y la leche descremada.

- Pasteurización. A 65 °C durante 30 minutos, o a 72,5 °C durante 15 segundos. En caso de usar leche sin pasteurizar se debe garantizar su inocuidad con estrictos controles sanitarios; mientras que a la leche pasteurizada se le debe adicionar cultivo lácteo.

- Coagulación. El cuajo se adiciona directamente, agitando hasta obtener una distribución uniforme y dejando reposar por un tiempo mínimo de 30 minutos hasta obtener la cuajada. Se prohíbe el uso de cuajo transgénico.

- Corte. El corte se debe realizar de forma suave, lenta y uniforme, con un mínimo de dos pasadas de la lira. Se debe obtener una granulometría de uno o dos centímetros cúbicos.

- Agitación y reposo de la cuajada. Se realiza un agitado lento y homogéneo de la cuajada por un periodo de 5 a 10 minutos. Posteriormente se permite el desuerado permitiendo que el suero cubra la cuajada por 5 o 10 minutos.

- Salado. Adición directa de sal diluida en agua. Esperar 5 minutos para una adecuada disolución de la sal.

- Prensado y moldeo. El tiempo de prensado es de 8 horas, sin embargo el tiempo puede aumentar o disminuir un 50% dependiendo del turno de fabricación, es decir, de la mañana o de la tarde. Después de esto, el queso deberá mantenerse en adecuadas condiciones de refrigeración hasta el punto de venta.

- Aditivos. Se prohíbe el uso de maicena (o fécula de maíz), caseinato, leche en polvo, materia grasa u otros. En caso del queso elaborado con leche pasteurizada, se permite el uso de cloruro de calcio.

- Maduración. Para fabricar queso maduro, se utiliza el mismo proceso anteriormente descrito. Se debe madurar naturalmente sin el uso de aditivos, y comprenderá un período de 3 a 8 meses. La maduración se realiza de forma tradicional con temperatura controlada o ambiente, en cuyo caso se hará en condiciones de humedad y temperatura específicas; usualmente se presentan a altitudes mayores de 1800 m.s.n.m.

## Denominación de Origen (DO)

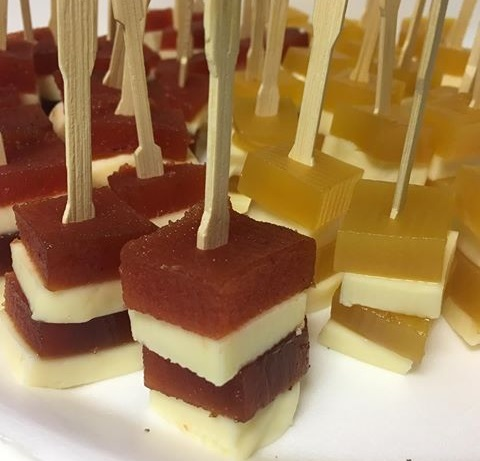
El queso Turrialba se mezcla tradicionalmente con dulces de frutas, café y embutidos. En la imagen: aliñado con dulce de guayaba y de toronja.

Una denominación de origen confiere la designación de productos agroalimentarios con el nombre de su lugar de producción, en este caso, con el nombre de la región de Turrialba. Al concederle este derecho a la región productora del alimento, se le confiere un valor especial o un mérito particular, reconociéndose implícitamente, la fuerte relación entre el medio natural, a través de factores como suelo, geografía, topografía, clima y cultivos, y el hombre y sus especificidades históricas y culturales expresadas en métodos de producción y transformación de productos alimenticios (Granados, 2003, p. 5).
En el año 2012, el Instituto Interamericano de Cooperación para la Agricultura (IICA) anunció que al famoso queso Turrialba costarricense le fue otorgado el único sello de origen que posee un producto lácteo en todo Centroamérica; este logro contó con el apoyo del IICA y demás organizaciones, entre éstas: la Universidad Nacional (UNA), el Ministerio de Agricultura y Ganadería (MAG), la Organización de las Naciones Unidas para la Alimentación y la Agricultura (FAO), entre otras.
De acuerdo con Marvin Blanco, especialista en agronegocios del IICA, “se tienen registros de que en 1870 ya se elaboraba queso en Santa Cruz, y de que en 1950 se comenzó a vender en San José, capital costarricense. De ahí se extendió la reputación del queso identificado como ʻTurrialbaʼ por sus características particulares de sabor, aroma y textura.”
El proceso posterior a la obtención de la Denominación de Origen para el Queso Turrialba, se ha encontrado con retos como la oposición de grandes productoras lácteas y la falta de control del uso del nombre Queso Turrialba. Por medios legales la Cooperativa Dos Pinos buscó que del todo se eliminara el reconocimiento otorgado por el IICA, dicha demanda fue resulta a favor del Consejo Regulador del Queso Turrialba. Una segunda demanda que aún está en proceso busca que se permita el uso del nombre Queso Tipo Turrialba para quesos Frescos que no cumplan las características que definen el Queso Turrialba, dicha demanda aún esta en proceso.
Además es común encontrar el apelativo Queso Turrialba en productos que no están certificados con la denominación de origen, e incluso grandes cadenas de supermercados lo utilizan para ofrecer Quesos Frescos que no cuentan con la Denominación de Origen tanto en sus establecimientos como en plataformas digitales. Actualmente solamente la plataforma QuesoTurrialba.com tiene un acuerdo con el Consejo Regulador del Queso Turrialba para ofrecer solo Queso Turrialba con certificación de origen.